# Ashley Khalil
Ashley Khalil (* 15. März 1993) ist eine guyanische Squashspielerin.

## Karriere
Ashley Khalil absolvierte 2010 ihre ersten internationalen Begegnungen. Im Doppel und mit der Mannschaft gewann sie bei den Südamerikaspielen jeweils die Bronzemedaille. Bei den Zentralamerika- und Karibikspielen sicherte sie sich 2010 mit Nicolette Fernandes Silber im Doppel und Bronze mit der Mannschaft. Mit Ashley DeGroot belegte sie vier Jahre darauf bei den Spielen 2014 den dritten Platz in der Doppelkonkurrenz, während sie mit der Mannschaft erneut Bronze gewann. 2018 gelang ihr im Doppel mit Taylor Fernandes ein weiterer Gewinn der Bronzemedaille. 2010 vertrat Khalil Guyana außerdem bei den Commonwealth Games in Neu-Delhi. Im Einzel schied sie in der ersten Runde aus und auch im Doppel kam sie nicht über die Vorrunde hinaus. 2017 und 2019 wurde sie mit der guyanischen Nationalmannschaft Karibikmeisterin. Bei den Panamerikanischen Spielen 2019 belegte sie mit der Mannschaft den sechsten Platz, im Einzel und Doppel schied sie dagegen in der ersten Runde aus.
Besonders erfolgreich verlief das Jahr 2022 für Khalil. Die Panamerikameisterschaften schloss sie mit der Mannschaft auf dem dritten Platz ab und wurde kurz darauf auch für die Commonwealth Games nominiert. Im Einzel verlor sie ihre Auftaktpartie, mit Mary Fung-A-Fat schied sie im Doppel im Achtelfinale aus. Im Mixed trat sie mit ihrem Bruder Jason-Ray Khalil an und scheiterte ebenfalls in der ersten Runde. Direkt im Anschluss zu den Spielen wurde Khalil im Einzel Karibikmeisterin.

## Erfolge
- Karibikmeisterin: 2022
- Karibikmeisterin im Doppel: 2023, 2024
- Karibikmeisterin mit der Mannschaft: 2017, 2019
- Südamerikaspiele: 2 × Bronze (Doppel und Mannschaft 2010)
- Zentralamerika- und Karibikspiele: 1 × Silber (Doppel 2010), 4 × Bronze (Doppel 2014 und 2018, Mannschaft 2010 und 2014)